# Cerastium maximum
Cerastium maximum är en nejlikväxtart som beskrevs av Carl von Linné. Cerastium maximum ingår i släktet arvar, och familjen nejlikväxter. Inga underarter finns listade i Catalogue of Life.

## Bildgalleri

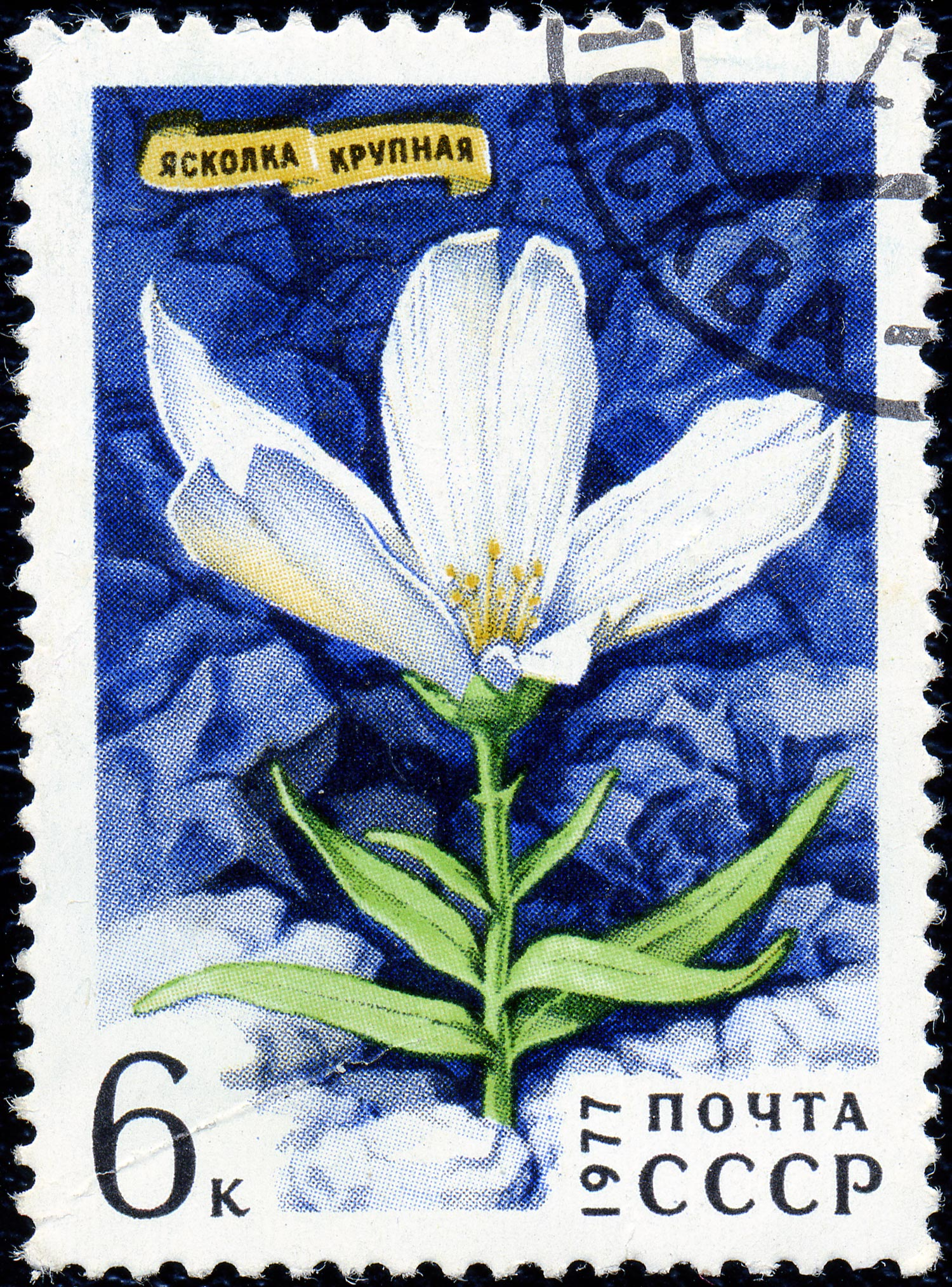